# Hällberget
Hällberget este o arie protejată (arie specială de conservare — SAC, sit de importanță comunitară — SCI) din Suedia întinsă pe o suprafață de 120 ha, integral pe uscat.

## Localizare
Centrul sitului Hällberget este situat la coordonatele 66°22′25″N 22°08′33″E / 66.3737°N 22.1426°E.

## Înființare
Situl Hällberget a fost declarat sit de importanță comunitară în decembrie 1995 pentru a proteja un număr necunoscut de specii din flora spontană și fauna sălbatică aflate în arealul zonei. Situl a fost protejat și ca arie specială de conservare în martie 2011.

## Biodiversitate
Situată în ecoregiunea boreală, aria protejată conține 5 habitate naturale: Păduri caducifoliate de mlaștină fino-scandinave, Păduri fino-scandinave bogate în ierburi cu Picea abies, Mlaștini turboase de tranziție și turbării mișcătoare, Taiga vestică, Turbării Aapa.
La baza desemnării sitului se află un număr nedeclarat de specii protejate.